# Hohenbollentin
Hohenbollentin es un municipio situado del distrito de Llanura Lacustre Mecklemburguesa, en el estado federado de Mecklemburgo-Pomerania Occidental (Alemania), a una altitud de 39 metros. Su población a finales de 2016 era de 120 habs. y su densidad poblacional, 20 hab/km².